# اقتصاد جمهورية إفريقيا الوسطى
تصنف جمهورية إفريقيا الوسطى على أنها واحدة من البلدان الأقل نماء في العالم، ويقدر دخل الفرد السنوي بنحو 805 دولارات أمريكية وفقًا لتعادل القوة الشرائية في عام 2019. يعمل الجزء الأكبر من السكان في زراعة الكفاف وشكل الزراعة 43.2٪ من الناتج المحلي الإجمالي. تظل زراعة الكفاف العمود الفقري لاقتصاد جمهورية إفريقيا الوسطى، حيث يعيش أكثر من 70 ٪ من السكان في المناطق النائية.

## الزراعة
الزراعة هي أكبر قطاع في جمهورية إفريقيا الوسطى حيث  يعمل بها 74 ٪ من السكان وتساهم بنصف الناتج المحلي الإجمالي. المحاصيل الرئيسية هي الكسافا، الموز، الذرة، القهوة، القطن و التبغ.
أنتجت جمهورية إفريقيا الوسطى في عام 2018:
- 715 ألف طن من الكسافا ؛
- 513 ألف طن من اليام (سابع أكبر منتج في العالم) ؛
- 152 ألف طن من الفول السوداني .
- 138 ألف طن من القلقاس ؛
- 107 ألف طن من قصب السكر ؛
- 90 ألف طن من الموز .
- 88 ألف طن من الموز .
- 86 ألف طن من الذرة ؛
- 75 ألف طن من الخضار .

بالإضافة إلى الإنتاج أقل من المحاصيل الزراعية الأخرى.

## المالية
يلعب القطاع المالي في جمهورية إفريقيا الوسطى، وهو الأصغر دورًا محدودًا في دعم النمو الاقتصادي. ويعاني من ضعف البنية التحتية للسوق، لا يزال النظام المالي غير متطوروبسبب المخاوف الاقتصادية والأمنية، عززت المؤسسات المالية أعمالها في العاصمة، بانغي. نظرًا لأن أقل من 1٪ من إجمالي السكان لديهم حسابات بنكية، فإن الوصول إلى الخدمات المالية محدود للغاية في جمهورية إفريقيا الوسطى.

## إحصائيات
يوضح الجدول التالي أهم المؤشرات الاقتصادية للفترة 1980-2017.
| السنة                                  | 1980      | 1985      | 1990      | 1995      | 2000      | 2005      | 2006      | 2007      | 2008      | 2009      | 2010      | 2011      | 2012      | 2013      | 2014      | 2015      | 2016      | 2017      |
| -------------------------------------- | --------- | --------- | --------- | --------- | --------- | --------- | --------- | --------- | --------- | --------- | --------- | --------- | --------- | --------- | --------- | --------- | --------- | --------- |
| الناتج الإجمالي (تعادل القوة الشرائية) | 0.93 bil. | 1.39 bil. | 1.83 bil. | 2.35 bil. | 2.69 bil. | 2.69 bil. | 3.22 bil. | 3.45 bil. | 3.59 bil. | 3.68 bil. | 3.84 bil. | 4.05 bil. | 4.29 bil. | 2.76 bil. | 2.84 bil. | 3.01 bil. | 3.19 bil. | 3.37 bil. |
| نصيب الفرد (تعادل القوة الشرائية)      | 406       | 537       | 628       | 718       | 738       | 752       | 797       | 841       | 858       | 863       | 883       | 913       | 949       | 599       | 604       | 627       | 652       | 677       |
| النمو                                  | −3.0 %    | 3.7 %     | −2.1 %    | 4.3 %     | −1.7 %    | 2.5 %     | 4.8 %     | 4.6 %     | 2.1 %     | 1.9 %     | 3.0 %     | 3.3 %     | 4.1 %     | −36.7 %   | 1.0 %     | 4.8 %     | 4.5 %     | 4.0 %     |
| التضخم (نسبة مئوية)                    | 13.3 %    | 10.5 %    | −0.2 %    | 19.2 %    | 3.2 %     | 2.9 %     | 6.7 %     | 0.9 %     | 9.3 %     | 3.5 %     | 1.5 %     | 1.2 %     | 5.9 %     | 6.6 %     | 11.6 %    | 4.5 %     | 4.6 %     | 3.8 %     |
| الدين (نسبة مئوية من الناتج الإجمالي)  | ...       | ...       | ...       | ...       | 93 %      | 109 %     | 49 %      | 49 %      | 37 %      | 21 %      | 21 %      | 22 %      | 24 %      | 39 %      | 69 %      | 64 %      | 56 %      | 53 %      |